# Ez bűn
Az Ez bűn (eredeti cím: It's a Sin) 2021-es brit drámasorozat, amelyet Russell T Davies alkotott és írt. A főbb szerepekben Olly Alexander, David Carlyle, Nathaniel Curtis, Shaun Dooley és Omari Douglas látható.
Egyesült Királyságban 2021. január 22-én a Channel 4, Magyarországon 2021. január 23-án az HBO Go mutatta be.

## Cselekmény
Egy csoport meleg férfi 1981-ben Londonba költöznek. Baráti társaságot alkotnak, de az Egyesült Királyságban gyorsan kialakuló HIV-válság hatással van az életükre. A csoport elszánja magukát, hogy a HIV által jelentett fenyegetés ellenére vadul éljenek.

## Szereplők

### Főszereplők
| Szereplő                         | Színész              | Magyar hang     |
| -------------------------------- | -------------------- | --------------- |
| Ritchie Tozer                    | Olly Alexander       | Rada Bálint     |
| Gregory "Gloria" Finch           | David Carlyle        | Gyurin Zsolt    |
| Ash Mukherjee                    | Nathaniel Curtis     | Fehér Tibor     |
| Clive Tozer                      | Shaun Dooley         | Koncz István    |
| Roscoe Babatunde                 | Omari Douglas        | Miller Dávid    |
| Colin "Gladys Pugh" Morris-Jones | Callum Scott Howells | Fáncsik Roland  |
| Carol Carter                     | Tracy-Ann Oberman    | Peller Anna     |
| Jill Baxter                      | Lydia West           | Gáspár Kata     |
| Valerie Tozer                    | Keeley Hawes         | Dudás Eszter    |
| Henry Coltrane                   | Neil Patrick Harris  | Markovics Tamás |
| Arthur Garrison MP               | Stephen Fry          | Bácskai János   |

### Mellékszereplők
| Szereplő            | Színész            | Magyar hang         |
| ------------------- | ------------------ | ------------------- |
| Millie              | Moya Brady         | Turóczi Izabella    |
| Grizzle             | Neil Ashton        | Kőszegi Ákos        |
| Mr Hart             | Nicholas Blane     | Harsányi Gábor      |
| Lorraine Fletcher   | Ashley McGuire     | Kocsis Mariann      |
| Donald Bassett      | Nathaniel Hall     | Bergendi Áron       |
| Christine Baxter    | Jill Nalder        | Mics Ildikó         |
| Eileen Morris-Jones | Andria Doherty     | Koncz-Kiss Anikó    |
| Pete                | Nathan Sussex      | Seder Gábor         |
| Lucy Tozer          | Toto Brui          | Szabó Luca          |
| Solly Babatunde     | Shaniqua Okwok     | Mentes Júlia        |
| Rosa Babatunde      | Michelle Greenidge | Tóth Szilvia Andrea |
| Oscar Babatunde     | Delroy Brown       | Bordás János        |
| Karl Benning        | Ken Christiansen   | Kisfalusi Lehel     |

### Magyar változat
- Bemondó: Endrédi Máté
- Magyar szöveg: Dame Nikolett
- Hangmérnök és vágó: Hollósi Péter
- Gyártásvezető: Szőke Szilvia
- Szinkronrendező: Molnár Kristóf
- Produkciós vezető: Jávor Barbara

A szinkront a Direct Dub Studios készítette el.

## Epizódok
| Sor. | Év. | Cím                 | Rendező    | Író              | Premier                             |
| ---- | --- | ------------------- | ---------- | ---------------- | ----------------------------------- |
| 1.   | 1.  | 1. rész (Episode 1) | Peter Hoar | Russell T Davies | 2021. január 22. 2021. január 23.   |
| 2.   | 2.  | 2. rész (Episode 2) | Peter Hoar | Russell T Davies | 2021. január 29. 2021. január 30.   |
| 3.   | 3.  | 3. rész (Episode 3) | Peter Hoar | Russell T Davies | 2021. február 5. 2021. február 6.   |
| 4.   | 4.  | 4. rész (Episode 4) | Peter Hoar | Russell T Davies | 2021. február 12. 2021. február 13. |
| 5.   | 5.  | 5. rész (Episode 5) | Peter Hoar | Russell T Davies | 2021. február 19. 2021. február 20. |

## A sorozat készítése
Davies tervei szerint egy sorozatot akart írni, amely az 1980-as évek meleg életét és az Egyesült Királyság AIDS-válságát mutatja be, saját és barátai tapasztalatain alapulva, és a betegségben elhunyt generációnak akart emléket állítani. 2015 januárjában hozta először nyilvánosságra ezeket a terveket. Eredetileg Davies első számú jelöltjének, a Channel 4-nek ajánlották fel a sorozatot, de ők elutasították a megrendelést. A BBC One-nak ajánlották fel a sorozatot, de ők is elutasították, az ITV pedig úgy döntött, hogy nem áll készen egy ilyen sorozat sugárzására. A Channel 4 drámákért felelős főszerkesztője, Lee Mason eredetileg azt akarta, hogy a csatorna rendelje meg a sorozatot. Davies eredetileg nyolcrészes drámának képzelte el a sorozatot; a Channel 4 azt kérte, hogy négy epizódra korlátozzák, és Daviesnek sikerült öt epizódot kialkudnia.
A forgatás 2019. október 7-én kezdődött Manchesterben. A forgatásra Liverpool folytatódott 2020 januárjában. 2020. január 31-én fejeződött be.